# Oscar Dronjak

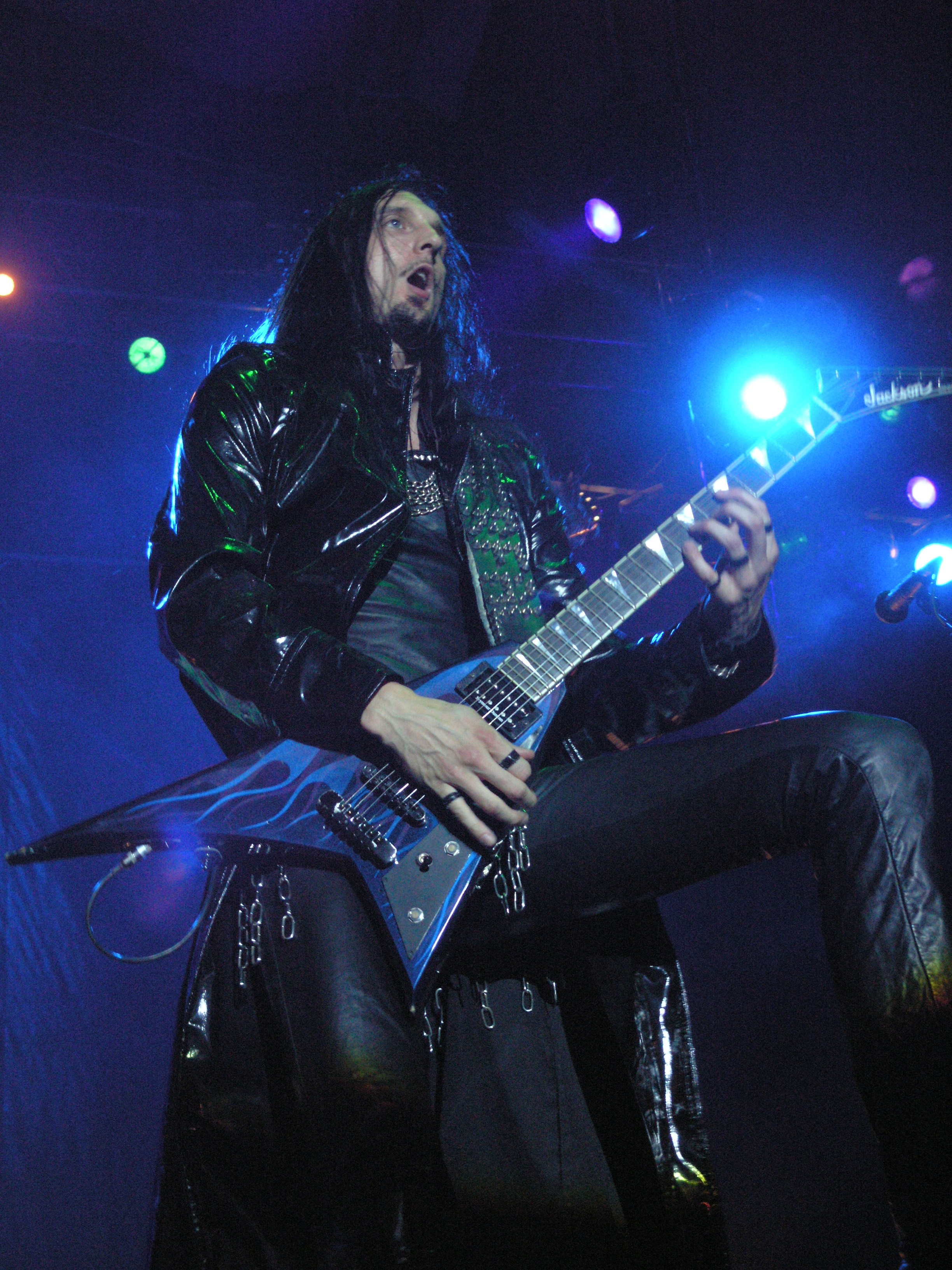
Oscar Dronjak (2007)

Oscar Dronjak (* 20. Januar 1972) ist ein schwedischer Gitarrist. Er spielt bei der Power-Metal-Band Hammerfall und ist dort mittlerweile das einzige noch verbliebene Gründungsmitglied.

## Musikalischer Werdegang
Dronjak, Sohn eines 1998 verstorbenen serbischen Profi-Basketballspielers, wuchs in Mölndal auf. Er spielte zuerst Flöte, dann vier Jahre Posaune in einem Orchester, bevor er Gitarrist wurde. In den späten 1980er- und frühen 1990er-Jahren spielte er in einigen Death-Metal-Bands. Er spielte bis 1993 bei Ceremonial Oath, nach der Trennung von der Band gründete er Hammerfall.
Dronjak wirkte außerdem bei den ersten beiden In-Flames-Alben Lunar Strain und Subterranean und dem Lied Dead Eternity auf ihrem dritten Album The Jester Race als Backgroundsänger mit.

## Diskografie
Mit Desecrator:
- Wake the Death (Demo, 1989)
- Black Sermons (Demo, 1990)

Mit Ceremonial Oath:
- Promo 1991 (Demo, 1991)
- Lost Name of God (EP, 1992)
- The Book of Truth (Album, 1993)

Mit Crystal Age:
- Promo ’94 (Demo, 1994)
- Far Beyond Divine Horizons (Album, 1995)

Mit Hammerfall:
- siehe Hammerfall/Diskografie